# Seiyo
Seiyo (西予&#24066 -shi) é uma cidade japonesa localizada na província de Ehime. A cidade formou-se em 1 de Abril de 2004 a partir da fusão de 4 localidades do antigo distrito de Higashiuwa (Akehama, Uwa, Nomura, e Shirokawa) e de Mikame do distrito de Nishiuwa.
Em 2004 a cidade tinha uma população estimada em 47 217 habitantes e uma densidade populacional de 91,81 h/km². Tem uma área total de 514,78 km².
Recebeu o estatuto de cidade a 1 de Abril de 2004.